# Archfeld
Archfeld ist ein Ortsteil der Gemeinde Herleshausen im nordhessischen Werra-Meißner-Kreis. Das Dorf liegt auf dem Ringgau, dem südlichen Hochplateau des Mittelgebirges.

## Geschichte

### Ortsgeschichte
Die älteste bekannte schriftliche Erwähnung von Archfeld erfolgte unter dem Namen Archfeld im Jahr 1279.
Bis zur Einführung der Reformation in der Landgrafschaft Hessen war das Dorf im Besitz des Klosters Fulda. Dann kam es in den Besitz der Familie Treusch von Buttlar, die auch das benachbarte Altefeld als Lehen besaß. Durch die Wirren des Dreißigjährigen Krieges und die Pest starben viele Bewohner.
Zum 1. Dezember 1970 erfolgte im Zuge der Gebietsreform in Hessen der freiwillige Zusammenschluss der bis dahin selbständigen Gemeinden Altefeld, Archfeld, Breitzbach, Herleshausen (mit Frauenborn), Holzhausen, Markershausen, Nesselröden, Unhausen, Willershausen und Wommen zur Großgemeinde Herleshausen. Für die eingliederten Gemeinden und Herleshausen mit Frauenborn wurde je ein Ortsbezirk mit Ortsbeirat und Ortsvorsteher nach der Hessischen Gemeindeordnung gebildet.

### Verwaltungsgeschichte im Überblick
Die folgende Liste zeigt die Staaten und Verwaltungseinheiten, denen Archfeld angehört(e):
- vor 1567: Heiliges Römisches Reich, Landgrafschaft Hessen, Amt Sontra (Gericht Treusch-Buttlar)
- ab 1654: Heiliges Römisches Reich, Landgrafschaft Hessen-Kassel, Amt Sontra
- ab 1806: Landgrafschaft Hessen-Kassel, Amt Sontra
- 1807–1813: Königreich Westphalen, Departement der Werra, Distrikt Eschwege, Kanton Netra
- ab 1815: Kurfürstentum Hessen, Amt Sontra[8]
- ab 1818: Kurfürstentum Hessen, Amt Netra[9]
- ab 1821/22: Kurfürstentum Hessen, Provinz Niederhessen, Kreis Eschwege[10][Anm. 2]
- ab 1848: Kurfürstentum Hessen, Bezirk Eschwege
- ab 1851: Kurfürstentum Hessen, Provinz Niederhessen, Kreis Eschwege
- ab 1867: Königreich Preußen, Provinz Hessen-Nassau, Regierungsbezirk Kassel, Kreis Eschwege
- ab 1871: Deutsches Reich, Königreich Preußen, Provinz Hessen-Nassau, Regierungsbezirk Kassel, Kreis Eschwege
- ab 1918: Deutsches Reich, Freistaat Preußen, Provinz Hessen-Nassau, Regierungsbezirk Kassel, Kreis Eschwege
- ab 1944: Deutsches Reich, Freistaat Preußen, Provinz Kurhessen, Landkreis Eschwege
- ab 1946: Amerikanische Besatzungszone, Hessen, Regierungsbezirk Kassel, Landkreis Eschwege
- ab 1949: Bundesrepublik Deutschland, Hessen, Regierungsbezirk Kassel, Landkreis Eschwege
- ab 1970: Bundesrepublik Deutschland, Hessen, Regierungsbezirk Kassel, Landkreis Eschwege, Gemeinde Herleshausen[Anm. 3]
- ab 1974: Bundesrepublik Deutschland, Hessen, Regierungsbezirk Kassel, Werra-Meißner-Kreis, Gemeinde Herleshausen

## Bevölkerung

### Einwohnerstruktur 2011
Nach den Erhebungen des Zensus 2011 lebten am Stichtag, dem 9. Mai 2011, in Archfeld 126 Einwohner. Darunter waren keine Ausländer.
Nach dem Lebensalter waren 24 Einwohner unter 18 Jahren, 45 zwischen 18 und 49, 27 zwischen 50 und 64 und 30 Einwohner waren älter. Die Einwohner lebten in 45 Haushalten. Davon waren 9 Singlehaushalte, 12 Paare ohne Kinder und 21 Paare mit Kindern, sowie 3 Alleinerziehende und keine Wohngemeinschaften. In 9 Haushalten lebten ausschließlich Senioren und in 24 Haushaltungen lebten keine Senioren.

### Einwohnerentwicklung
- 1585: 35 Haushaltungen[3]

| Archfeld: Einwohnerzahlen von 1834 bis 2011 | Archfeld: Einwohnerzahlen von 1834 bis 2011 | Archfeld: Einwohnerzahlen von 1834 bis 2011 | Archfeld: Einwohnerzahlen von 1834 bis 2011 | Archfeld: Einwohnerzahlen von 1834 bis 2011 |
| --- | ------------------------------------------- | ------------------------------------------- | ------------------------------------------- | ------------------------------------------- |
| Jahr |                                             |                                             |                                             | Einwohner                                   |
| 1834 | 1834                                        |                                             | 228                                         | 228                                         |
| 1840 | 1840                                        |                                             | 245                                         | 245                                         |
| 1846 | 1846                                        |                                             | 247                                         | 247                                         |
| 1852 | 1852                                        |                                             | 253                                         | 253                                         |
| 1858 | 1858                                        |                                             | 259                                         | 259                                         |
| 1864 | 1864                                        |                                             | 254                                         | 254                                         |
| 1871 | 1871                                        |                                             | 244                                         | 244                                         |
| 1875 | 1875                                        |                                             | 227                                         | 227                                         |
| 1885 | 1885                                        |                                             | 236                                         | 236                                         |
| 1895 | 1895                                        |                                             | 229                                         | 229                                         |
| 1905 | 1905                                        |                                             | 218                                         | 218                                         |
| 1910 | 1910                                        |                                             | 226                                         | 226                                         |
| 1925 | 1925                                        |                                             | 203                                         | 203                                         |
| 1939 | 1939                                        |                                             | 178                                         | 178                                         |
| 1946 | 1946                                        |                                             | 306                                         | 306                                         |
| 1950 | 1950                                        |                                             | 320                                         | 320                                         |
| 1956 | 1956                                        |                                             | 214                                         | 214                                         |
| 1961 | 1961                                        |                                             | 199                                         | 199                                         |
| 1967 | 1967                                        |                                             | 185                                         | 185                                         |
| 1970 | 1970                                        |                                             | 174                                         | 174                                         |
| 1987 | 1987                                        |                                             | 125                                         | 125                                         |
| 2011 | 2011                                        |                                             | 126                                         | 126                                         |
| Datenquelle: Historisches Gemeindeverzeichnis für Hessen: Die Bevölkerung der Gemeinden 1834 bis 1967. Wiesbaden: Hessisches Statistisches Landesamt, 1968. Weitere Quellen: LAGIS; Zensus 2011 |                                             |                                             |                                             |                                             |

### Historische Religionszugehörigkeit
| • 1885: | 236 evangelische (= 100 %) Einwohner                              |
| • 1961: | 185 evangelische (= 92,99 %), 11 katholische (= 5,53 %) Einwohner |

## Politik
Ortsvorsteher ist Karlheinz Deist.

## Kultur und Sehenswürdigkeiten

### Kirche

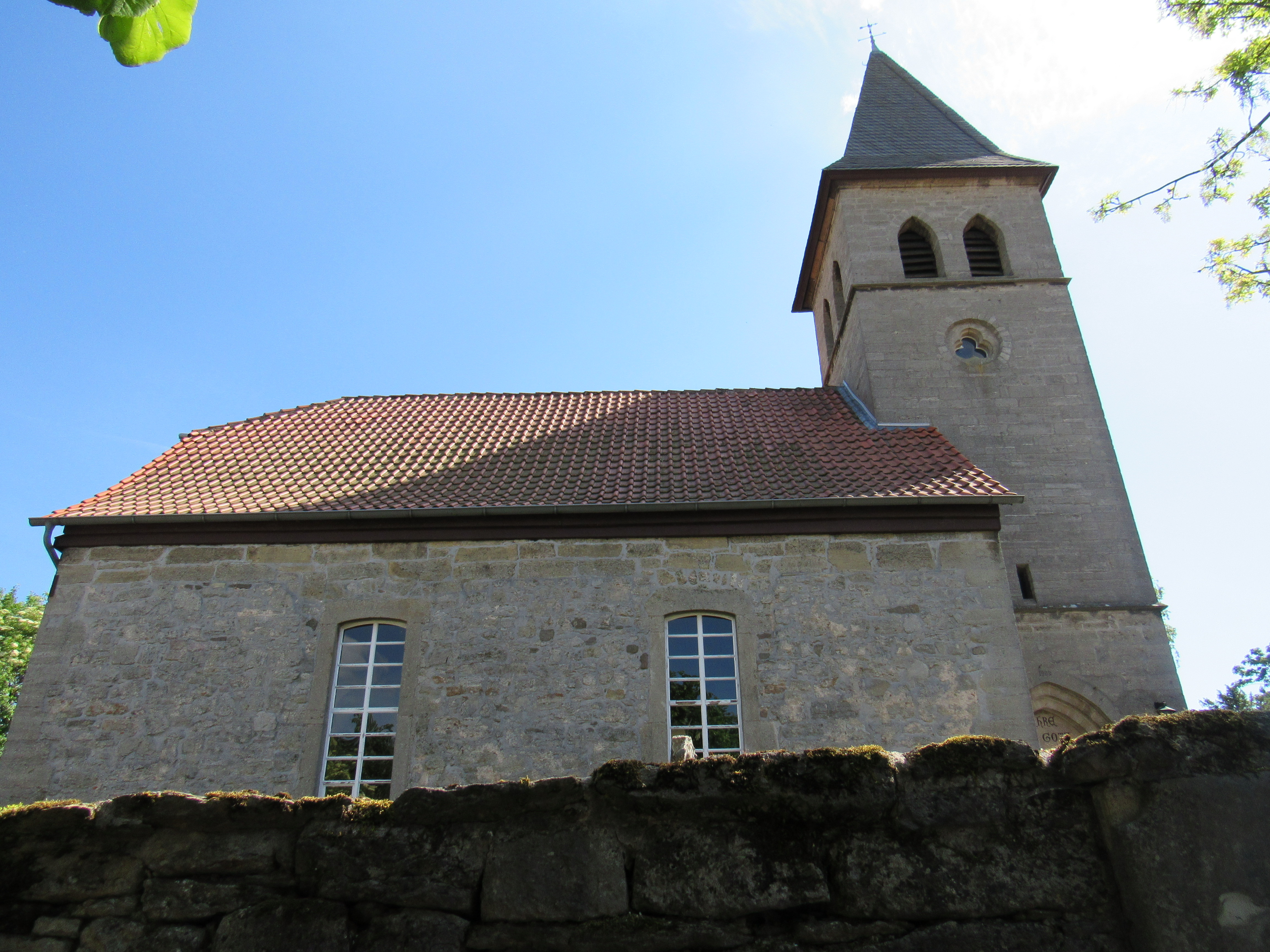
Die Nordseite der Johanneskirche

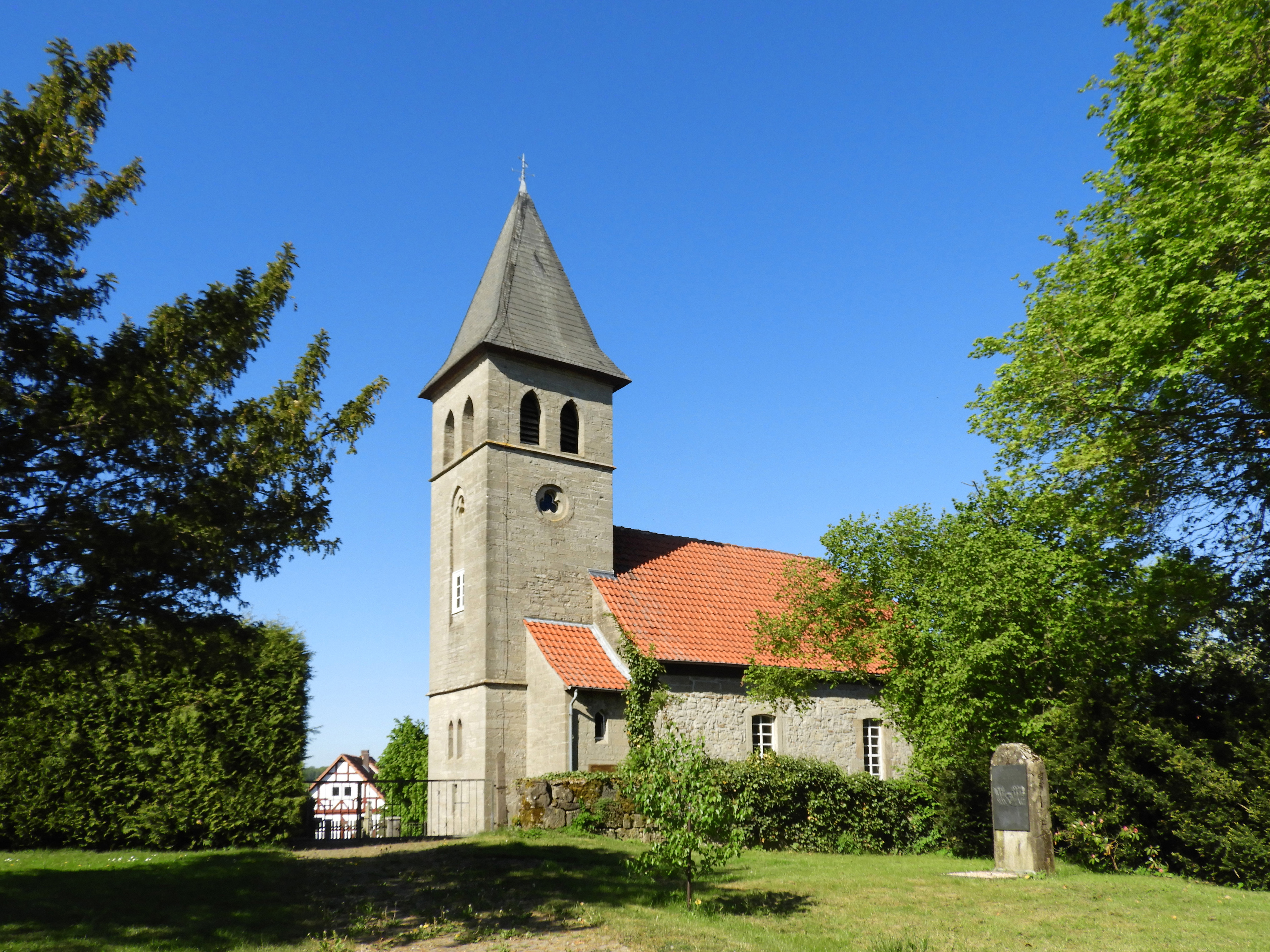
Die Johanneskirche von Südwesten

Die evangelische Kirche erhebt sich an der höchsten Stelle des Ortes. Es wird angenommen, dass sie ursprünglich als Wehrkirche diente, in der die Bevölkerung in Notzeiten Zuflucht finden konnte. Von dem ursprünglichen Kirchenbau ist nichts mehr vorhanden. Der älteste Teil ist das Langhaus aus dem Jahr 1567, darauf weist die Bauinschrift über dem südlichen Chor-Ost-Fenster. Die weitere Jahreszahl „1806“ über dem nördlichen Chor-Ost-Fenster belegt Bauarbeiten in dieser Zeit. Der Kirchturm wurde 1903 (Datum über dem Eingangsportal) erbaut, nachdem der ursprüngliche durch ein Feuer vernichtet worden war. Das Innere ist ein einfacher Saal mit einer abschließenden Rundtonne. Die Ausstattung stammt ebenso wie der Turm aus dem Jahr 1903. Für die Ost-Fenster seitlich der Kanzel hat der Glasmaler Erhardt Jakobus Klonk 1983 die Motive „Weihnachten“ und „Ostern“ entworfen und ausgeführt.
Im Rahmen eines festlichen Kirchspielgottesdienstes anlässlich ihres 450-jährigen Jubiläums bekam die Dorfkirche den Namen „Johanneskirche“, weil zwanzig Jahre zuvor eine neue Kirchenglocke mit dem Namen „Johannesglocke“ im Turm aufgehängt wurde.
Wegen ihrer künstlerischen, geschichtlichen und städtebaulichen Bedeutung ist die Kirche ein geschütztes Kulturdenkmal.

### Dorfanger

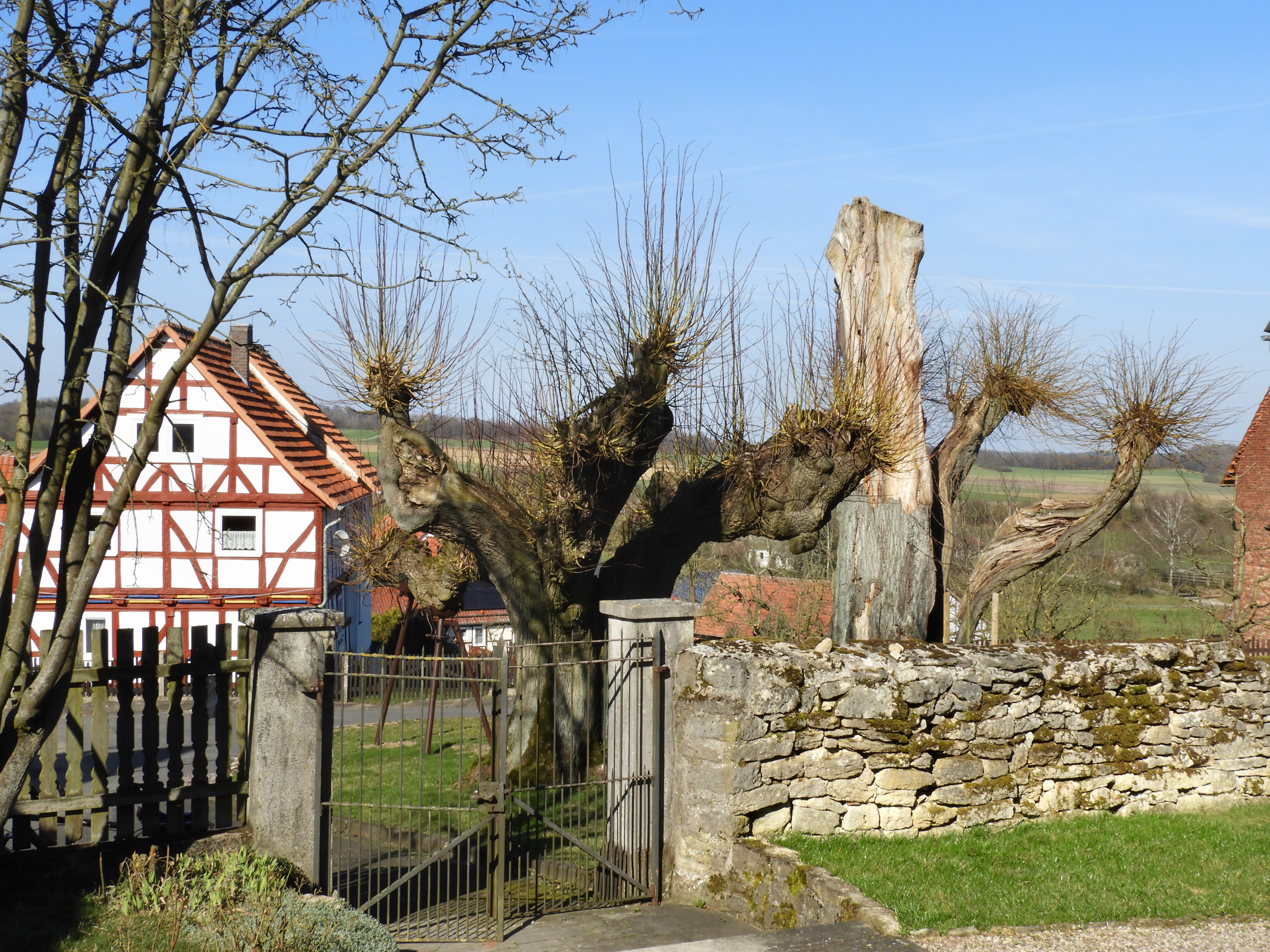
Der Anger vor der Kirchhofmauer

Unterhalb der Kirche befindet sich der Dorfanger mit zwei Linden, deren Alter auf 300 bis 450 Jahre geschätzt wird. Der Kunsthistoriker und Fotograf Thomas Wiegand vermutet in seinem Buch „Bäume aus dem Werraland“, dass das Pflanzdatum der beiden alten Bäume möglicherweise mit dem Bau der Kirche im Jahre 1567 übereinstimmt, als sich die Herren Treusch von Buttlar in ihrem neuerworbenen Dorf einrichteten. Vielleicht wurden sie auch nach der Renovierung der im Dreißigjährigen Krieg zerstörten Kirche im Jahre 1657 gepflanzt.
Auf dem Anger vor der Kirchhofmauer wurden alle Angelegenheiten der niederen und der peinlichen Gerichtsbarkeit verhandelt, von der Regelung von Eigentumsfragen bis hin zu Urteilen über Mord und Totschlag. Auf der ehemaligen Gerichts- und Versammlungsstätte stand die Rechtsprechung bis 1539 dem Kloster Fulda zu, danach dem adeligen Gericht der Herren Treusch von Buttlar.
Als einer der besterhaltenen Anger des Kreisgebietes ist die Anlage aus ortsgeschichtlichen Gründen als Kulturdenkmal erhaltenswert. Die beiden alten Archfelder Dorflinden werden als Naturdenkmale besonders geschützt.